# Parcul Național Canaima
Parcul Național Canaima are 30.000 km2 și se află în sud-estul Venezuelei la graniță cu Brazilia și Guyana. Este situat în statul Bolivar și ocupă aproximativ aceeași suprafață ca și regiunea Gran Sabana. 

## Descriere
Parcul a fost înființat pe 12 iunie 1962, fiind al doilea ca suprafață din țară după Parima-Tapirapeco. Are ca. suprafața Belgiei sau Maryland-ului. 
A devenit Patrimoniu Mondial UNESCO în anul 1994. Din cauza munților este o regiune izolată. Caracteristic acestei zone este lipsa drumurilor de acces.
Munții cei mai renumiți din parc sunt Muntele Roraima (cel mai înalt și mai ușor de escaladat) și Muntele Auyantepui unde se află cea mai înaltă cascadă din lume (Cascada Angel). Munții datează din timpul când America și Africa făceau parte dintr-un continent comun. 
Pe teritoriul parcului trăiesc indienii Pemon, care fac parte din grupul poporului Carib. Ei au o relație strânsă cu munții, crezând că ei adăpostesc spiritele “mawari”. Parcul este relativ izolat fiind legat doar prin câteva drumuri de orașele din zonă. Cea mai mare parte din transport în parc se face cu avionul, pe jos sau cu canoe. Locuitorii parcului au construit hoteluri de lux care sunt vizitate în special de turiști europeni. 

## Galerie foto

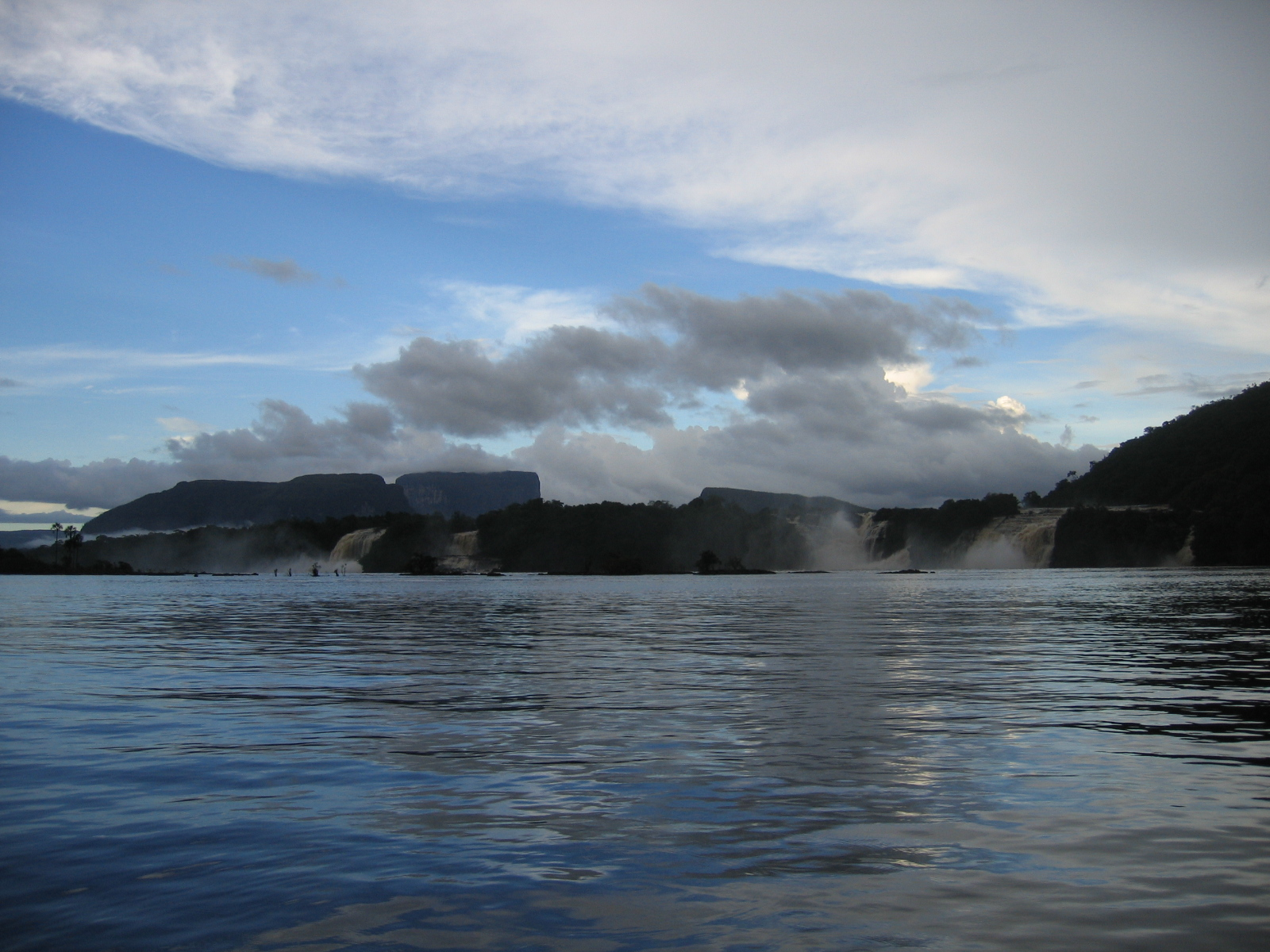
Canaima
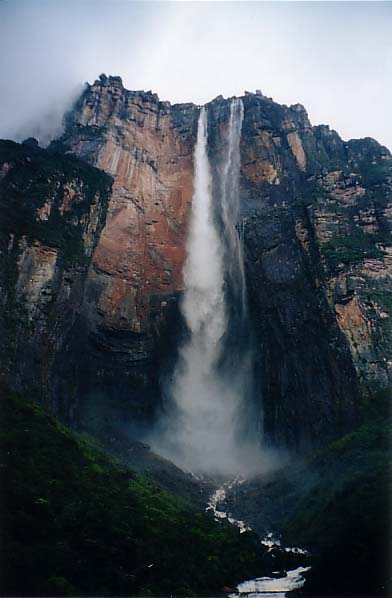
Cascada Angel
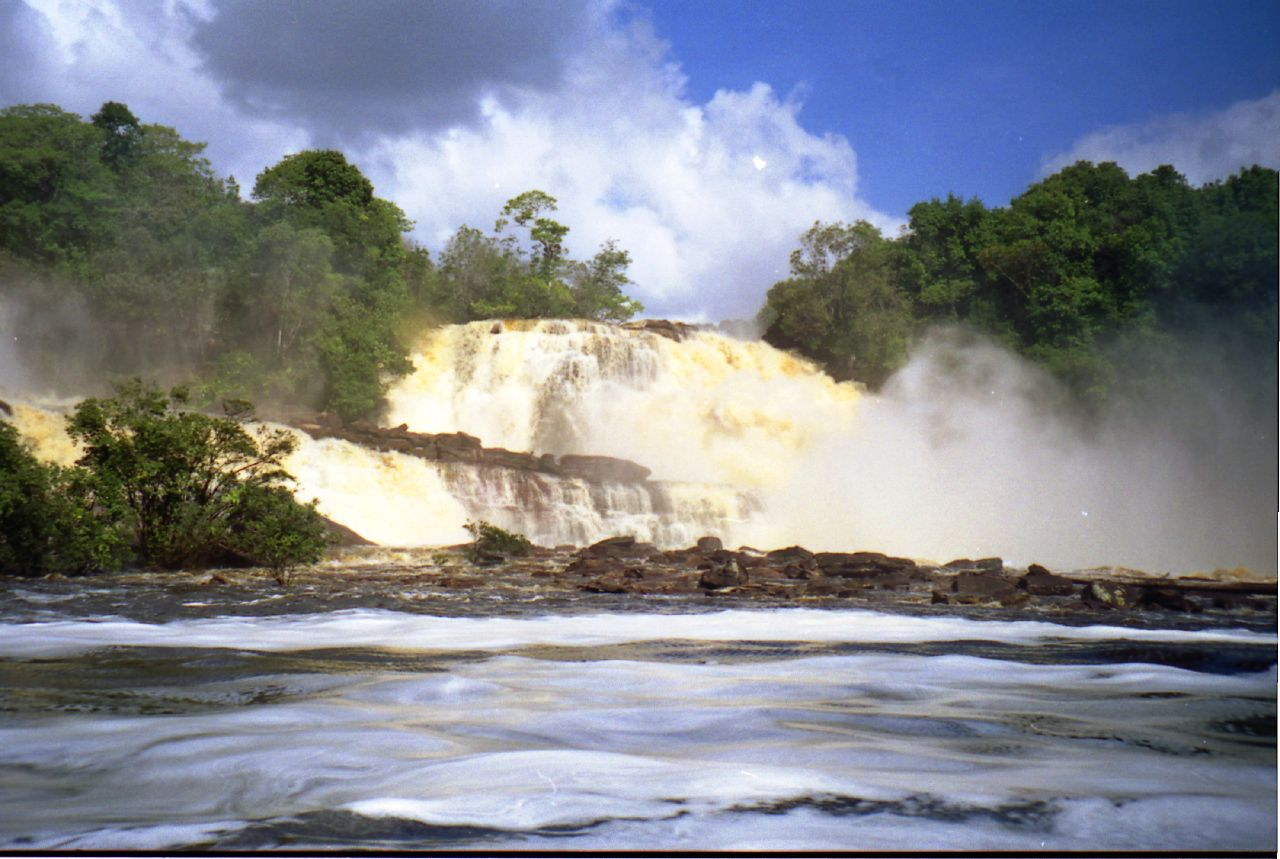
Imagine din parc